# Halina Pipiórska
Halina Pipiórska (ur. 15 lutego 1918 w Łodzi, zm. 3 lutego 1944 w Warszawie) – żołnierz Armii Krajowej, dama Orderu Virtuti Militari.

## Życiorys
Córka Zygmunta Pipiórskiego, łódzkiego litografa. W Piastowie ukończyła Szkołę Powszechną nr 1, a następnie Żeńską Szkołę Handlową w Warszawie. Działała w Związku Harcerstwa Polskiego, była drużynową 26 drużyny Chorągwi Warszawskiej. Pracowała zawodowo w Odlewni Żelaza Braci Gąsiorowskich w Warszawie.
Po wybuchu II wojny światowej wzięła udział w obronie Warszawy jako sanitariuszka. W pierwszych latach niemieckiej okupacji pracowała społecznie w Polskim Czerwonym Krzyżu jako opiekunka dzieci, dla których organizowała wyżywienie oraz nauczanie. Została zaprzysiężonym żołnierzem polskiej konspiracji, posługiwała się pseudonimem „Sowa". Od 1941 r. była kierowniczką łączności radiowej w kompanii „Iskrówka" w VI Rejonie VII Obwodu Armii Krajowej. Pracowała również dla Referatu Lotnictwa AK.
Została aresztowana 11 sierpnia 1943 r. na terenie Piastowa i osadzona w więzieniu na Pawiaku. Została poddana brutalnemu śledztwu przez Gestapo i 3 lutego 1944 r. rozstrzelana w grupie 13 więźniarek w ruinach warszawskiego getta.

## Ordery i odznaczenia
- Krzyż Srebrny Orderu Virtuti Militari – pośmiertnie (rozkaz Komendy Głównej AK z dn. 1 stycznia 1945 r.)
- Krzyż Walecznych